# Suki-tte Ii na yo
Suki-tte Ii na yo. (好きっていいなよ。, Diga "Eu te amo") é um mangá shōjo escrito por Kanae Hazuki. Uma adaptação em anime  foi ao ar entre 6 de outubro e 29 de dezembro de 2012. Na América do Norte, o mangá foi licenciado pela Sentai Filmworks. Um filme live action foi lançado no verão de 2014.

## História
Mei Tachibana é uma estudante de 16 anos bastante quieta e tímida. Por causa de um incidente na sua infância, não consegue confiar em ninguém, o que faz com que ela não tenha amigos e não consiga um namorado. Ao se encontrar com Yamato Kurosawa, um garoto popular, ele se interessa por ela e é através das tentativas do garoto de se tornar amigo dela que Mei começa a acreditar novamente nas pessoas.

## Personagens
Mei Tachibana (橘 めい, Tachibana Mei)
Dubladora: Ai Kayano
Mei era uma pessoa sociável, mas por causa de um acidente que fez com que seus colegas colocassem a culpa nela, decidiu nunca mais ter amigos novamente. Ela é antissocial e desajeitada, assim como observadora, honesta, solidária e engraçada. Com o tempo, acaba se apaixonando por Yamato Kurosawa e acaba se tornando mais aberta a novas amizades.
Yamato Kurosawa (黒沢 大和, Kurosawa Yamato)
Dublador: Takahiro Sakurai
Um dos garotos mais populares da sua escola. Quando se encontra pela primeira vez com Mei, é chutado por ela, pois é confundido com o garoto que tentou levantar a sua saia. Depois de explicar a situação, Yamato fica interessado pela garota e dá a ela seu número de telefone. No mesmo dia, a Mei é perseguida por garotos e liga para Yamato pedindo ajuda. Para afastar os garotos, ele beija Mei. Então, a partir desse dia, eles começam a se conhecer melhor e ele acaba se apaixonando. Asami descreve Yamato como uma pessoa que pensa mais nos outros do que nele mesmo.
Asami Oikawa (及川 あさみ, Oikawa Asami)
Dubladora: Risa Taneda
É uma colega de classe de Mei e é complexada com sua aparência. Não gosta quando as pessoas se aproximam dela por ser bonita, pois parece que ninguém gosta de quem ela é. Ela idolatra Yamato, pois ele a defendeu dos garotos que estavam a zoando no ensino médio. Asami começa a namorar com Kengi depois dele confessar que gosta dela do jeito que é, não apenas por causa da sua aparência.
Kenji Nakanishi (中西 健志, Nakanishi Kenji)
Dublador: Nobunaga Shimazaki
É um colega de classe de Mei e um amigo próximo de Yamato. Ele é apaixonado por Asami e, após um tempo, resolve se confessar a ela. Assim, eles começam a namorar.
Aiko Mutō (武藤 愛子, Mutō Aiko)
Dubladora: Yumi Uchiyama
É uma colega de classe de Mei. Apesar de não ter vergonha de dizer o que pensa e ser bastante crítica, ela tem um lado doce e amigável. Passou a gostar de Yamato após ele falar que ela era mais bonita sem maquiagem, mas os sentimentos não eram recíprocos. Ela acreditava que o amor exigia se sacrificar e se esforçar ao máximo pela pessoa amada, o que a levou a ir aos extremos pelos seus namorados. Ela usava vários cosméticos para ficar bonita, apenas para sair com seu ex-namorado. Ela perdeu 20kg para tentar conquistar Yamato, mas isso apenas a fez ganhar cicatrizes por causa da perda de peso repentina. Depois de Mei ajudá-la a passar por tudo isso, elas se tornam amigas. Mais tarde, começa a namorar com Masashi.
Masashi Tachikawa (立川 雅司, Tachikawa Masashi)
Dublador: Junji Majima
Namorado de Aiko.
Nagi Kurosawa (黒沢 凪, Kurosawa Nagi)
Dubladora: Mariya Ise
É a irmã mais nova de Yamato. Ela é boa em cozinhar doces e fazer bichos de pelúcia. Quando Yamato apresenta Mei para ela, Nagi não gosta dela, pois sente que ela está roubando o seu irmão. Depois de um tempo com Mei, ela descobre que as duas têm muitas coisas em comum: ambas costumavam ter muitos amigos, até que foram traídas. Depois que Nagi se torna mais próxima de Mei, ela lhe ensina cozinhar chocolates para Yamato e as duas começam a sair juntas.

## Mídia

### Mangá
O mangá foi escrito e ilustrado por Kanae Hazuki e começou a ser serializado no Japão na revista Dessert da Kodansha.  O sexto volume do mangá foi lançado em duas versões: uma edição regular e uma edição limitada, que tinha como brinde um CD especial. O décimo primeiro volume também teve duas versões, em que a edição limitada tinha como brinde um DVD contendo um original video animation. Treze volumes tankōbon foram lançados até 24 de julho de 2014. Foi licenciado na América do Norte pela Kodansha Comics USA e é publicado desde abril de 2014.

### Anime
Uma adaptação em anime foi produzida pela ZEXCS e foi ao ar na Tokyo MX em 6 de outubro de 2012. Mais tarde, a série também foi exibida nos canais tvk, BS11 e AT-X.O tema de abertura é "Friendship" por Ritsuko Okazaki e o tema de encerramento é "Slow Dance" por Suneohair. Foi licenciada pela Sentai Filmworks na América do Norte.

### Filme
No décimo primeiro volume do mangá, foi anunciado um filme live action que seria lançado em 2014. O filme foi dirigido e escrito por Asako Hyuga. Haruna Kawaguchi e Sota Fukushi interpretam Mei Tachibana e Yamato Kurosawa respectivamente. O filme foi lançado no Japão em 12 de julho de 2014. A música tema é "Happily" por One Direction.